# 格朗德昂斯
格朗德昂斯（Grand Anse）是加勒比海岛国圣卢西亚西海岸的一个村庄，行政上由格羅艾勒特區管辖，位于多芬和托尔特角之间，靠近同名海湾格朗德昂斯湾，海拔高度126米。